# NPO Maschinostrojenija

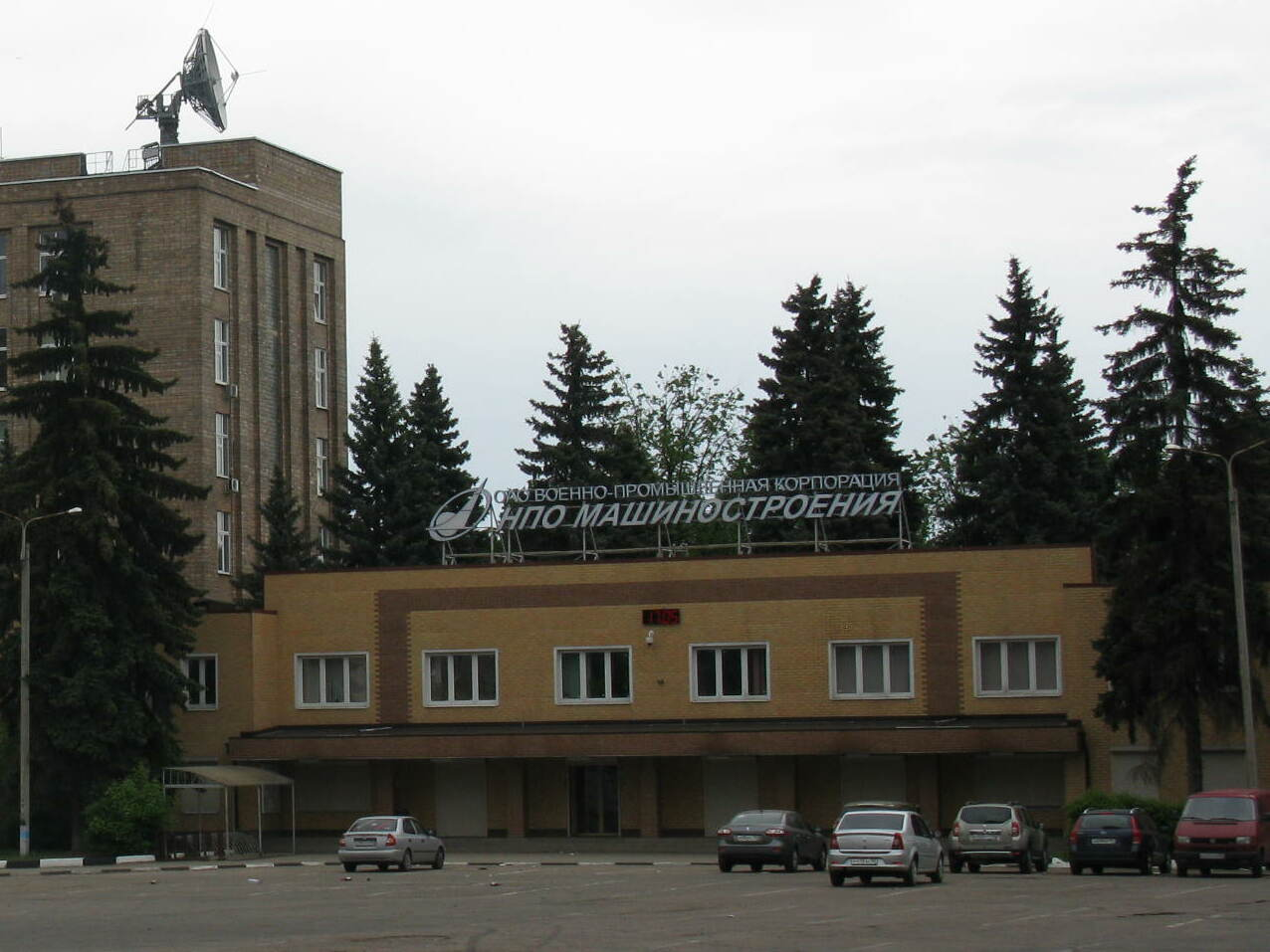
NPO Maschinostrojenija in Reutow

NPO Maschinostrojenija (russisch НПО машиностроения) ist ein russischer Rüstungs- und Raumfahrtkonzern. Sitz ist Reutow bei Moskau. In der Sowjetunion war das Unternehmen unter den Bezeichnungen OKB-52 Tschelomei und ZKBM wesentlich an der Entwicklung von Marschflugkörpern und der Raumfahrt beteiligt. NPO Maschinostrojenija ist eine Tochter der Tactical Missiles Corporation.
Das Unternehmen wurde 1955 als Experimental-Konstruktionsbüro OKB-52 gegründet. Die bekannteste Entwicklung des Büros ist die Trägerrakete Proton (UR-500). Langjähriger Leiter war Wladimir Tschelomei.

## Geschichte
Die Ursprünge liegen im Jahr 1955, als Wladimir Tschelomei mit der Leitung des neugegründeten Experimental-Konstruktionsbüros OKB-52 beauftragt wurde, dessen Aufgabe die Entwicklung von Marschflugkörpern war. Als Sitz des Unternehmens wurde eine ehemalige Landmaschinenwerkstatt in Reutow bestimmt.
Ende der 1950er- und Anfang der 1960er-Jahre vergrößerte sich das OKB-52 durch Eingliederungen von anderen Konstruktionsbüros, wie zum Beispiel im Oktober 1960 dem OKB-23 von Wladimir Mjassischtschew.
OKB-52 wurde von Ministerpräsident Nikita Chruschtschow, dessen Sohn Sergei Chruschtschow dort arbeitete, stark unterstützt. Chruschtschows Sturz im Oktober 1964 bedeutete damit auch einen Verlust an Bedeutung für das OKB-52.
Im Jahre 1966 wurde OKB-52 in „Zentrales Konstruktionsbüro für Maschinenbau (ZKBM)“ umbenannt, 1983 in „NPO Maschinostrojenija“ mit der Kurzform „NPO Masch“.
Tschelomei gab die Leitung des Unternehmens im Oktober 1983 ab, nachdem er sie 28 Jahre innegehabt hatte. Sein Nachfolger wurde sein bisheriger Stellvertreter Herbert Jefremow, der weitere 24 Jahre an der Spitze des Unternehmens stand. Seit 2007 ist Alexander Leonow Generaldirektor und Chefkonstrukteur.
Seit 28. Februar 2007 gehört NPO Masch der staatseigenen Holding-Gesellschaft OAO Wojenno-promyschlennaja korporazija Nautschno-proiswodstwennoje obedinenije maschinostrojenija.

## Entwicklungen

### Marschflugkörper
Wladimir Tschelomei bekam 1944 den Auftrag, einen Marschflugkörper ähnlich der deutschen Fieseler Fi 103 (V1) zu konstruieren. Bereits im Dezember 1944 konnte er die 10Ch vorführen, weitere Typen waren 12Ch, 14Ch und 16Ch, jedoch wurde nur die 10Ch und auch nur in kleinen Stückzahlen an die Streitkräfte ausgeliefert.
Mehr Erfolg hatte Tschelomei mit den Lenkwaffen P-5 Pjatjorka, P-6 Progress und P-35 Progress, die ab 1959 auf Überwasserschiffen und U-Booten der sowjetischen Marine stationiert wurden. Eine Besonderheit dabei waren die Flügel, die sich kurz nach dem Abschuss automatisch entfalteten und später abgeworfen wurden.
Ab 1959 entwickelte das OKB-52 einen feststoffgetriebenen Marschflugkörper, der auch von getauchten U-Booten aus abgefeuert werden konnte. Unter der Bezeichnung P-70 Ametist wurde die Waffe ab 1968 bei der sowjetischen Marine eingesetzt.
Der Nachfolgetyp P-120 Malachit mit höherer Reichweite wurde 1972 bei der sowjetischen Marine eingeführt.
Als Nachfolger von P-5, P-6 und P-35 entwickelte das OKB-52 die Lenkwaffe P-500 Basalt. Sie ermöglichte einen koordinierten Angriffsplan mehrerer Flugkörper, von denen einer aus größerer Höhe die Führung übernahm. Die Waffe konnte wie die Vorgänger nicht von getauchten U-Booten abgeschossen werden, was dann aber mit dem Typ P-700 Granit möglich war. Eine spätere Erweiterung der P-500 war der Typ P-1000 Vulkan.
Die Entwicklung des Marschflugkörpers Ch-80 war dagegen erfolglos. Nach Verzögerungen, Budgetüberschreitungen und Fehlschlägen wurde das Projekt 1986 abgebrochen.
Die Lenkwaffe P-800 Onyx wurde ab Anfang der 1980er-Jahre entwickelt. Unter dem Namen Jachont wird sie auch exportiert.

### Interkontinentalraketen
Ab Ende der 1950er-Jahre entwickelte das OKB-52 auch mehrstufige Raketen, die sowohl als Interkontinentalraketen als auch für Satellitenstarts verwendet werden konnten. Tschelomei schlug hier eine Familie von drei unterschiedlich großen Universalraketen (UR) vor. Die UR-100 war eine leichte Rakete, die in einem versiegelten Behälter über lange Zeit startbereit gelagert werden konnte. Sie wurde ab 1966 in großen Stückzahlen bei den strategischen Raketentruppen eingeführt. Der Nachfolgetyp UR-100N ist bei den Strategischen Raketentruppen Russlands weiterhin in Dienst. Die größere UR-200 sollte als Interkontinalträger für schwere Sprengköpfe sowie für die im Rahmen des Global-Rocket-2-Programms geforderten orbitalen Trägers entwickelt werden. Die orbitale Version sollte nukleare Sprengköpfe nicht auf kürzestem Wege oberhalb der rotationsbereinigten Orthodrome direkt ins Ziel bringen, sondern eine Orbitalbahn nutzen, von wo aus sie dann ihr Ziel anfliegen konnte. Mit der UR-200 wurden ab November 1963 mehrere Teststarts durchgeführt, nach Chruschtschows Entmachtung fiel jedoch die Entscheidung für die R-36 und deren Orbitalversion R-36-O aus Jangels OKB-586. Die weitere Entwicklung der UR-200 wurde abgebrochen. Mit der UR-500 war noch eine weitaus stärkere Rakete für Sprengköpfe bis zu 30 Mt für das Arsenal schwerer und überschwerer Trägerraketen geplant, auch sie stand im Laufe des Jahres 1965 zur Disposition. Dank des energischen Eingreifens von Akademiepräsident Keldysch wurde die UR-500 ab August 1965 dem Raumfahrtprogramm zugeordnet. Sie gilt als der erfolgreichste Entwurf einer Trägerrakete aus Tschelomeis Büro. In der Öffentlichkeit wurde sie unter dem Namen ihrer ersten offiziellen Nutzlast als Proton bekannt. Sie brachte viele schwere Nutzlasten, darunter alle sowjetischen Raumstationen (Saljut, Almas und Mir) sowie Teile der ISS in die Umlaufbahn. In späteren Jahren reifte die ursprünglich im Rahmen des Mondprogramms entwickelte Version der Proton-Rakete UR-500K (auch in der Kombination mit der Block-D Oberstufe aus dem ZKBEM bzw. von NPP Energia) zu einem flexiblen und zuverlässigen Arbeitspferd der sowjetischen und russischen Raumfahrt. Zwischen dem letzten Start der Saturn V im Mai 1973 und dem ersten Start der Energija im Mai 1987 war sie weltweit die Rakete mit der größten orbitalen Nutzlast. Die letzte Evolution stellt die Proton-M mit nochmals schubgesteigerten Triebwerken der ersten Stufe dar. In ihren modernisierten Versionen steht die Proton bis heute (Stand: Juni 2020) im Dienst.
Die letzte Interkontinentalrakete wurde von NPO Maschinostrojenija ab 1987 unter der Bezeichnung Albatros entwickelt und war als Antwort auf das SDI-Programm der USA gedacht. Nach dem Zerfall der Sowjetunion und in der Folge der START-Abkommen wurde dieses Projekt eingestellt.

### Raketoplan
Ab Ende der 1950er-Jahre, offiziell finanziert ab Juni 1960, arbeitete das OKB-52 an einem manövrierbaren bemannten Raumschiff namens Raketoplan. Der Flugkörper sollte eine Besatzung von zwei Mann haben. Nach einer Missionsdauer von 24 Stunden sollte Raketoplan horizontal auf bestehenden Flugplätzen landen. Mit diesem Flugkörper sollten sowohl wissenschaftliche als auch militärische Einsätze ermöglicht werden.
Ein suborbitaler Testflug eines verkleinerten Modells fand Ende 1961 von Kapustin Jar statt, ein zweiter am 21. März 1963. Nach Chruschtschows Sturz wurde dieses Projekt an das Konstruktionsbüro OKB-155 Mikojan-Gurewitsch (MiG) weitergegeben, wo im Laufe der nächsten Jahre das Projekt Spiral entwickelt wurde.

### Satelliten
Das OKB-52 entwickelte Poljot, den ersten Satelliten, der in der Umlaufbahn manövrieren konnte. Poljot 1 startete am 1. November 1963. Ursprünglich war als Trägerrakete die UR-200 vorgesehen. Da diese aber noch nicht zur Verfügung stand, wurde die R-7 vom OKB-1 Koroljow verwendet. Poljot 2 startete am 12. April 1964.
Eine andere Entwicklung des OKB-52 war der Forschungssatellit Proton, der hochenergetische kosmische Partikel in der Erdumlaufbahn untersuchen sollte. Der Start von Proton 1 erfolgte am 16. Juli 1965. Da dies auch der erste Flug der UR-500 war, wurde der Name des Satelliten auch auf die Rakete übertragen, die inzwischen unter der Bezeichnung Proton bekannter ist als unter UR-500. Drei weitere Exemplare des Proton-Satelliten starteten zwischen 1965 und 1968.
Der von NPO Maschinostrojenija entwickelte Radarsatellit Kondor wurde am 27. Juni 2013 mit einer Strela-Rakete gestartet, ein zweites Exemplar folgte am 19. Dezember 2014.

### Das Mondprogramm
Als Antwort auf das US-amerikanische Apollo-Programm planten die Sowjetunion ein eigenes Mondprogramm. Es sollte aus zwei getrennten Teilen bestehen: einer bemannten Mondumrundung und einer Mondlandung. Das OKB-52 sollte dabei sowohl die Rakete UR-500 als auch das Raumschiff LK1 für die Mondumrundung entwickeln. Für die Landemission sollten die Rakete N1 und Raumschiff L3 aus Koroljows OKB-1 kommen. Dieser Ansatz führte zu Doppelarbeit und internen Konkurrenzkämpfen.
Am 16. Juli 1965 erfolgte der Erststart der zweistufigen UR-500 mit dem Proton-Satelliten, welcher der Rakete den Namen gab, unter dem sie heute bekannt ist.
Im August 1965 bekam Tschelomei die Anordnung, die Entwicklung seines Mondumrundungs-Raumschiffs LK1 einzustellen. Bereits Anfang September 1965 wurde dann entschieden, dass die dreistufige UR-500K stattdessen eine Modifikation des Sojus-Raumschiffs des OKB-1 (die Sojus 7K-L1, kurz L1) zum Mond bringen sollte. Dazu erhielt diese Version eine vom OKB-1 entwickelte Block-D-Oberstufe. Die Kombination UR-500K/D1/L1 erwies sich jedoch als zu komplex für dieses überhastet begonnene Crashprogramm, die Zuverlässigkeit konnte erst spät verbessert werden. Das führte zu zahlreichen Fehlstarts während des sowjetischen Mondprogramms. Erst nach der erfolgreichen Mondlandung von Apollo-11 erreichte diese Kombination die notwendige Zuverlässigkeit.
In Konkurrenz zur Mondrakete N1 von Koroljow entwarf Tschelomei ebenfalls eine starke Rakete: die UR-700, die 130 bis 170 Tonnen in die Erdumlaufbahn bringen sollte. Nach einer Evaluierung wurden die Arbeiten aber im Oktober 1964 gestoppt. Tschelomei versuchte daraufhin im Jahr 1966 erneut, die UR-700 gegenüber der N-1 des OKB-1 als Trägerrakete für die bemannte Mondlandung durchzusetzen, jedoch ohne Erfolg. Zwei noch größere Versionen dieser Raketen, eine Version mit nuklearangetrieben Oberstufen und die UR-700M, kamen ebenso wie die für einen bemannten Marsflug vorgesehene UR-900 nicht über das Planungsstadium hinaus.

### Raumstation Almaz
Im Oktober 1964 bekam OKB-52 die Erlaubnis, die Entwicklung einer Raumstation mit Namen Almaz zu beginnen. Die Station sollte ein Gewicht von 20 Tonnen haben und mit einem einzigen Start der UR-500-K in die Erdumlaufbahn gebracht werden. Mannschaften von je drei Kosmonauten würden sich in regelmäßigen Abständen ablösen. Aufgabe dieser Raumstation sollte die Erdbeobachtung werden, vor allem die Identifikation von potentiellen Zielen für die eigenen Interkontinentalraketen. Eine parallele Entwicklung hierzu wurde von Dmitri Koslow vom OKB-1 unter der Projektbezeichnung Sojus R durchgeführt, aber im März 1966, nach Koroljows Tod, auf Anordnung des Maschinenbauministeriums abgebrochen. Als sich im Sommer 1969 herausstellte, dass bis zum Erstflug von Almaz noch einige Jahre vergehen würden, entstand die Idee, parallel dazu eine zivile Raumstation zu entwickeln, die auf einer Almaz-Struktur basierte, aber Sojus-Technologie einsetzte. Diese Raumstation erhielt die Bezeichnung DOS (Dolgowremennaja Orbitalnaja Stanzija = Langzeit-Orbit-Station) und wurde vom Konstruktionsbüro TsKBEM, dem früheren OKB-1, entwickelt. Sie sollte bereits Ende 1971 einsatzbereit sein. Die endgültige Entscheidung, auf DOS zu setzen, wurde im Februar 1970 getroffen, bereits im April 1971 erfolgte dann der Start der DOS-Station unter dem Namen Saljut 1.
Später wurden drei Almaz-Stationen unter den Bezeichnungen Saljut 2 (1972), Saljut 3 (1973) und Saljut 5 (1976) gestartet. Drei Mannschaften verbrachten insgesamt 83 Tage an Bord.
Durch den Fortschritt auf dem Gebiet der Elektronik stellte sich heraus, dass es für Aufklärungszwecke nicht unbedingt erforderlich war, eine Besatzung an Bord zu haben. Weitere Raumstationen wurden daher unter der Bezeichnung Almaz-T für einen unbemannten Betrieb umgerüstet.

### Raumtransporter TKS
Für die Verbindung zwischen der Erde und der Raumstation Almaz wurde im TsKBM ab 1970 ein eigenes Raumschiff mit der Bezeichnung TKS entwickelt. Es konnte sowohl bemannt als auch unbemannt geflogen werden, und sowohl Mannschaft als auch Ausrüstung transportieren. Es war wesentlich größer als das Sojus-Raumschiff und der Progress-Transporter des ZKBEM. Erste Orbitaltests des TKS wurden ab 1976 durchgeführt, drei unbemannte Frachtflüge zu den Stationen Saljut 6 und Saljut 7 erfolgten in den Jahren 1977, 1981 und 1983. Zu bemannten Starts kam es nicht, die ausgebildeten Kosmonauten kamen nicht zum Einsatz.

### Almaz-T
Einige Exemplare der Almaz-Raumstation wurden ab 1976 für den unbemannten Betrieb umgerüstet und sollten als Allwetter-Radar-Aufklärungssatelliten dienen. Das Programm wurde 1981 von Verteidigungsminister Ustinow gestoppt, aber Tschelomei konnte die Verschrottung der Raumstationen verhindern. Nach dem Tod von Tschelomei und Ustinow konnte Tschelomeis Nachfolger Jefremow Ustinows Nachfolger Sokolow davon überzeugen, das Almaz-T-Programm fortzusetzen.
Die Almaz-Station, die sechs Jahre lang gelagert hatte, war in einem bemerkenswert guten Zustand, so dass sie im Herbst 1986  gestartet werden konnte. Jedoch versagte die zweite Stufe der Trägerrakete und der Selbstzerstörungsmechanismus wurde ausgelöst. Der zweite Start glückte im Juli 1987. Diese Station erhielt die Bezeichnung Kosmos 1870. Das dritte Exemplar mit verbesserter Auflösung erhielt im März 1991 den Namen Almaz 1. Ein weiteres Exemplar war geplant, scheiterte aber nach dem Zusammenbruch der Sowjetunion an der Finanzierung.

### LKS
Nachdem Tschelomei schon in den 1960er-Jahren an einem wieder verwendbaren Raumgleiter gearbeitet hatte, entwarf er ab 1970 ein weiteres Konzept mit dem Namen LKS.
Nach verschiedenen Studien entschied sich Tschelomei für einen Raumgleiter von etwa 20 Tonnen Masse, der von der Proton-Rakete gestartet werden sollte. LKS sollte zwei Besatzungsmitglieder, zwei Tonnen Treibstoff und weitere vier Tonnen Nutzlast transportieren können. Die Landung sollte im Gleitflug auf einer konventionellen Landebahn erfolgen, wobei statt Rädern ein Gestell aus Kufen zum Einsatz kommen sollte. LKS war sowohl für bemannten als auch für unbemannten Einsatz konzipiert. Insgesamt war LKS deutlich kleiner als das US-amerikanische Space Shuttle und sollte auch wesentlich kostengünstiger sein. Tschelomei stellte das Design der sowjetischen Führung um 1975 vor, diese entschied jedoch, die Entwicklung eines Raumgleiters an das Konstruktionsbüro NPO Molnija (Leitung: Gleb Losino-Losinski) und die des dazu notwendigen Trägers Energija an das Unternehmen NPO Energia (vormals OKB-1 bzw. ZKBEM; Leitung: Walentin Gluschko) zu übertragen. Der dabei entwickelte Raumgleiter Buran sollte im November 1988 nur einmal unbemannt in das All fliegen.
Tschelomei arbeitete jedoch weiter an LKS und fertigte ein Modell in Originalgröße. Als US-Präsident Reagan im März 1983 die Strategic Defense Initiative (SDI) ankündigte, unternahm Tschelomei einen erneuten Vorstoß, eine Genehmigung zum Bau des LKS zu erhalten. Im September 1983 wurde dies jedoch von einer Regierungskommission abgelehnt.

## Joint Venture BrahMos
Zusammen mit dem indischen Rüstungskonzern Defence Research and Development Organisation (DRDO) gründete NPO Maschinostrojenja 1988 ein Joint Venture mit Namen BrahMos. Ziel dieser Zusammenarbeit war die gemeinsame Entwicklung eines Seezielflugkörpers, der ebenfalls den Namen BrahMos trägt. Entwicklungsgrundlage war die P-800 Jachont. Antrieb und Gefechtskopf werden von NPO Maschinostrojenja beigesteuert, das Leitsystem und die Software von DRDO. Indien hält 51 % an diesem Unternehmen und hat die entscheidende Stimme. Die Zusammenarbeit mit Indien entwickelte sich zu einem wesentlichen Bestandteil des Umsatzes von NPO Maschinostrojenja.